# Austenasia
L'Empire d'Austenasia ou Austenasia est une micronation consistant en des propriétés ayant déclaré leur indépendance, principalement dans le Royaume-Uni, organisées en une monarchie constitutionnelle donnant la primauté à la maison de Carshalton, au sud de Londres,.

## Histoire
Austenasia est créé le 20 septembre 2008 par Jonathan Austen (né en 1994) et son père Terry Austen (né en 1961), un jardinier. Après l'envoi d'une déclaration d'indépendance de leur maison du quartier de Carshalton à leur député, Tom Brake, Terry est nommé empereur et Jonathan est nommé Premier ministre. Deux autres copies sont envoyés au Premier ministre britannique Gordon Brown et au Bureau de l'Intérieur, respectivement le 13 octobre et le 31 décembre 2008, sans qu'aucune réponse soit donnée.
Terry abdique en février 2010 et est remplacé par Esmond III, lequel, après une "guerre civile" et divers conflits internes, remet en décembre son titre à Declan MacDonagh. Jonathan rencontre en mai 2011 Tom Brake qui contacte le ministre des Affaires étrangères William Hague pour savoir au nom de Jonathan comment le Royaume-Uni reconnaît les nouveaux États. Jonathan devient empereur après la démission de Declan MacDonagh pour des raisons personnelles. La micronation présente plusieurs publications et devient une curiosité locale.
Austenasia est reconnue par le Vikesland.

## Géographie

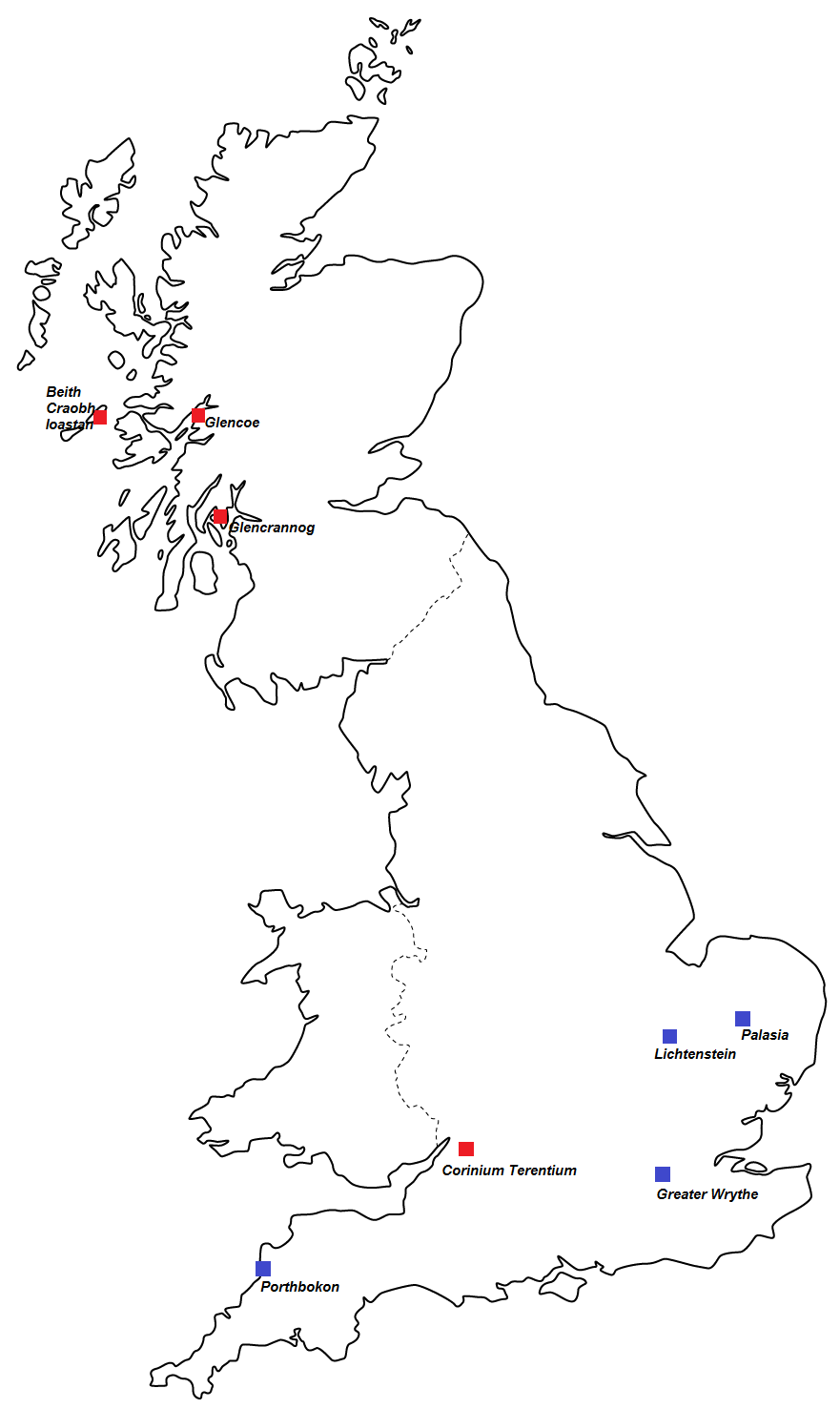
Les territoires d'Austenasia en 2011

Austenasia se développe par l'annexion de propriétés à travers le monde.
Il déclare trois "villes" et deux "dépendances de la Couronne". Les trois premiers territoires revendiqués, Wrythe, Zephyria et Glencrannog, se trouvent au sein du Royaume-Uni et ne sont pas contigus.
Wrythe, la capitale, et Zephyria sont des maisons du district londonien de Sutton tandis que Glencrannog est un terrain inhabité dans les Highlands écossais.
En 2010, Esmond III devient Régent du Royaume de Rushymia (une ancienne micronation qui exista entre 1995 et 2000 dans une école anglaise). L'ancien royaume est définitive annexé en 2018.
Deux autres revendications arrivent ensuite de l'étranger en 2013: New Richmond, à Augusta, New South Scotland, un morceau de campus universitaire en Australie, et Axvalley, une ferme au Brésil .
En 2019, les annexions se poursuivent avec des terrains ou maisons aux Pays-Bas et en Turquie. Le 25 août 2019, un groupe de terrain dans sud-est de la France est annexé sous le nom de Oberfalcer. La personne derrière cette revendication est nommé Gouverneur de Oberfalcer et reçoit le titre de Duc de Viennensis.
Le 20 janvier 2020, Austenasia annonce l'annexion d'une nouvelle "ville", Nahona, au Texas.

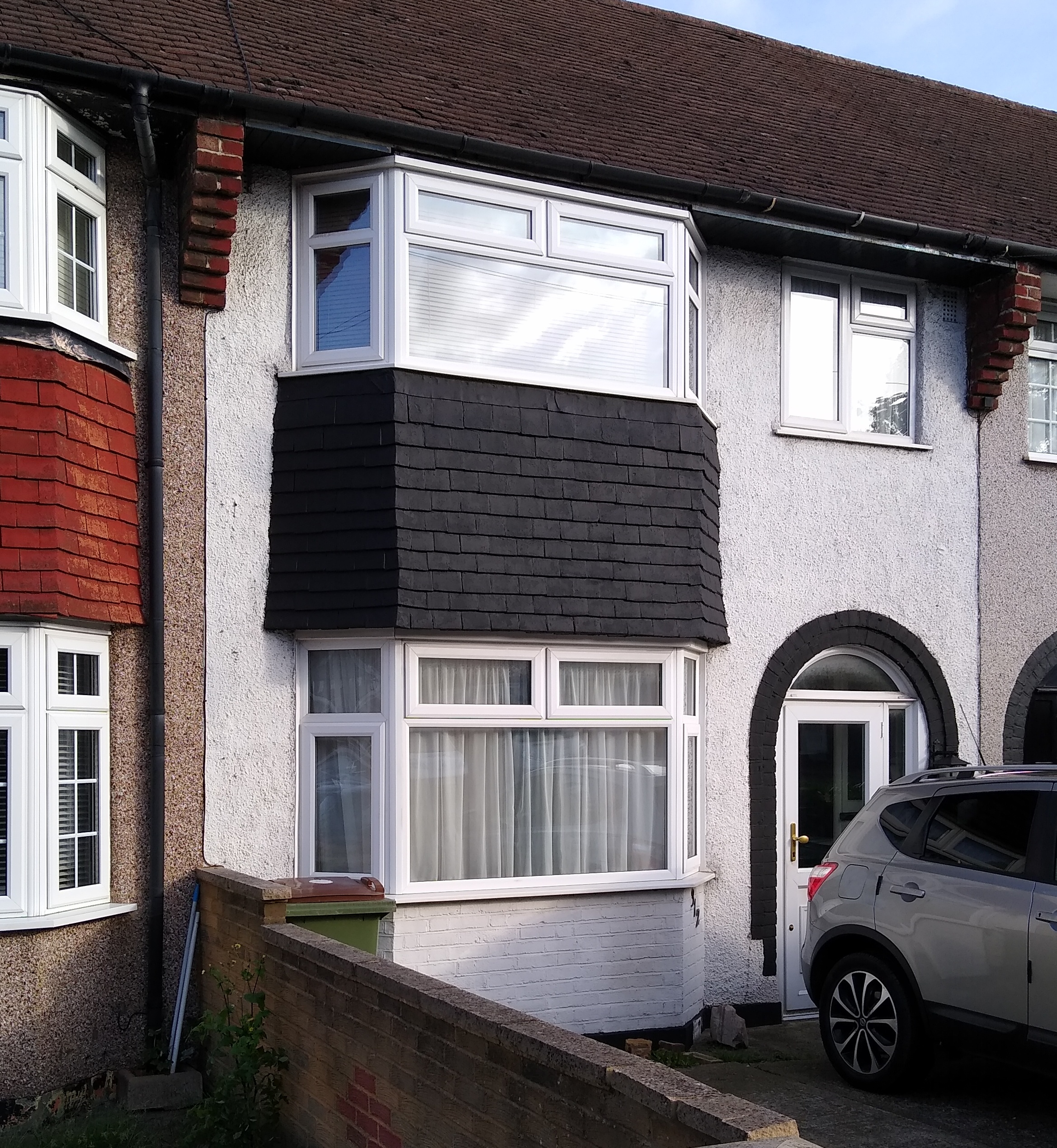
La capitale de l'Austenasia, une maison de banlieue située au 312 Green Wrythe Lane, Carshalton, Londres.

### Annexions de l'Empire d'Austenasia
(Localisation des propriétés au 1er février 2020)
- 2008 - Londres
- 2009 - Écosse
- 2013 - États-Unis, Australie, Brésil
- 2015 - Argentine, Inde, Algérie
- 2016 - Tchéquie
- 2018 - Canada
- 2019 - Grèce, Pays-Bas, Slovaquie, Turquie, France

## Politique
L'Empire d'Austenasia fonctionne comme une monarchie constitutionnelle, avec un empereur comme chef de l'État et un Premier ministre à la tête du gouvernement. Chaque ville dispose d'un conseil municipal composé de sa population, et élit un représentant - ces représentants forment le pouvoir législatif. Le Premier ministre est élu par des élections générales. Deux partis politiques de gauche existent.